# Energiproduktion
Energiproduktion är en benämning på processen där energi från primära energikällor omvandlas till energi hos en för människan användbar energibärare. Det senare kan exempelvis vara elektricitet (se artikeln elproduktion) eller värme (se artikeln fjärrvärme).
Energi kan – enligt energiprincipen – varken kan skapas eller förstöras, endast omvandlas från en form till en annan. (Istället är det energins kvalitet eller exergi som förbrukas.) Trots detta är ”energiproduktion” ett etablerat begrepp, som till exempel i Nämnden för energiproduktionsforskning. Företag verksamma i energiproduktion kallas energiproducenter.

## Olika energikällor

Sveriges elproduktion från 1913

Man skiljer vanligtvis på förnybara energikällor och ändliga resurser. Även de förnybara energikällorna är dock i någon mening ändliga. Vad som avses är tiden till dess att källan tar slut, till exempel solens utslocknande. Om denna tid är lång relativt mänskliga aktiviteter, räknas källan som förnybar.
Några olika typer av energiproduktion:
- Vindkraft
- Solkraft
- Vattenkraft
- Geotermisk energi
- Biobränsle
- Energiproduktion från fossila bränslen (kol, olja, gas)
- Kärnkraft

## Miljöpåverkan
Alla led i energins väg från utvinnig av råvaran, bearbetning, förädling, användning och restprodukthantering leder till någon form av påverkan i miljön. För att undvika miljöförstöring från sådan miljöfarlig verksamhet måste därför lämpliga skyddsåtgärder vidtas.

## Sverige
Sveriges riksdag beslutade i juni 2006 att energianvändningen i bostäder minskas med en femtedel per ytenhet till år 2020. Till år 2050 ska energianvändningen ha halverats. Till år 2020 ska beroendet av fossila bränslen för energianvändning inom bebyggelsen vara brutet. Stöd ges för övergång till fjärrvärme, biobränsleeldade uppvärmningssystem, värmepump eller soluppvärmning. Större bensinstationer måste sedan den första april 2009 sälja förnybara drivmedel. Lagen stimulerar försäljning av etanol. I en särskild satsning ges ett stöd till andra alternativa drivmedel under åren 2006 och 2007. Energieffektiviseringen inom samhället ska uppgå till minst 20 %.
Visionen inom den svenska energipolitiken är att samhället ska få all energi från förnybara energikällor. Regeringen utreder minskning av atomkraftverken. Förnybara energikällor och energieffektivisering är prioriterade områden. Användningen av förnybar el ska öka med 10 TWh 2002–2010 och oka med 17 TWh (2002–2016). Fossila bränslen används på en låg nivå. Utsläppen av växthusgaser ska vara 2008–2012 minst 4 % lägre än 1990. År 2010 ska utsläppen i svaveldioxid SO2 till luft vara högst 50 000 ton och kväveoxider NOx högst 148 000 ton. (ET2006_31). Sverige ska vara aktiv för ett energisamarbete mellan EU, Kina och Indien. Miljö- och energifrågorna ska få större utrymme i utvecklingssamarbetet.
| Sveriges totala energianvändning 1990, 2001–2006 (TWh)       | Sveriges totala energianvändning 1990, 2001–2006 (TWh) | Sveriges totala energianvändning 1990, 2001–2006 (TWh) | Sveriges totala energianvändning 1990, 2001–2006 (TWh) | Sveriges totala energianvändning 1990, 2001–2006 (TWh) | Sveriges totala energianvändning 1990, 2001–2006 (TWh) | Sveriges totala energianvändning 1990, 2001–2006 (TWh) | Sveriges totala energianvändning 1990, 2001–2006 (TWh) | Sveriges totala energianvändning 1990, 2001–2006 (TWh) |
| År                                                           | Industri                                               | Transporter inrikes                                    | Bostäder                                               | Förluster exkl. kärnkraft                              | Förluster i kärnkraften                                | Transporter utrikes                                    | Totalt                                                 | Växt (%)                                               |
| ------------------------------------------------------------ | ------------------------------------------------------ | ------------------------------------------------------ | ------------------------------------------------------ | ------------------------------------------------------ | ------------------------------------------------------ | ------------------------------------------------------ | ------------------------------------------------------ | ------------------------------------------------------ |
| 1990                                                         | 140                                                    | 83                                                     | 150                                                    | 37                                                     | 134                                                    | 31                                                     | 576                                                    | 0,0 %                                                  |
| 2001                                                         | 152                                                    | 89                                                     | 155                                                    | 45                                                     | 142                                                    | 42                                                     | 625                                                    | 8,5 %                                                  |
| 2002                                                         | 154                                                    | 93                                                     | 153                                                    | 50                                                     | 133                                                    | 40                                                     | 622                                                    | 8,0 %                                                  |
| 2003                                                         | 157                                                    | 94                                                     | 154                                                    | 47                                                     | 132                                                    | 43                                                     | 626                                                    | 8,9 %                                                  |
| 2004                                                         | 157                                                    | 97                                                     | 151                                                    | 45                                                     | 149                                                    | 48                                                     | 648                                                    | 12,5 %                                                 |
| 2005                                                         | 154                                                    | 99                                                     | 149                                                    | 46                                                     | 143                                                    | 48                                                     | 639                                                    | 10,9 %                                                 |
| 2006                                                         | 157                                                    | 101                                                    | 145                                                    | 51                                                     | 126                                                    | 45                                                     | 625                                                    | 8,5 %                                                  |
| Transporter utrikes: sjöfart och annat, Bostäder och service |                                                        |                                                        |                                                        |                                                        |                                                        |                                                        |                                                        |                                                        |